# Alice Joyce

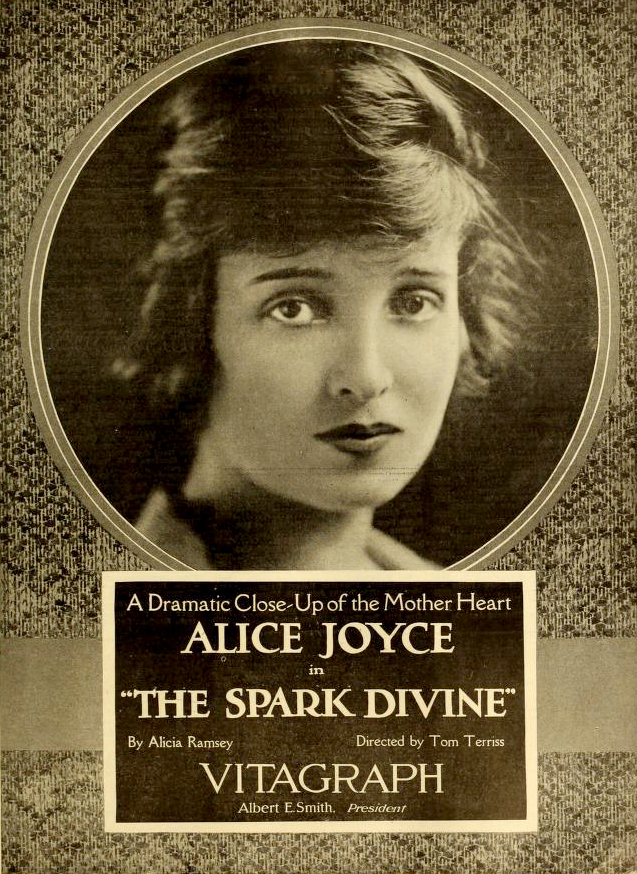
Anuncio de 1919.

Alice Joyce (1 de octubre de 1890 - 9 de octubre de 1955) fue una actriz cinematográfica estadounidense conocida por su trabajo en las décadas de 1910 y 1920, destacando quizás su interpretación en la película "The Green Goddess".

## Biografía
Nacida en Kansas City, Misuri, su verdadero nombre era Alice Joyce Brown. 
Fue el director Sidney Olcott, en la Kalem Company de Nueva York, quien dio a Alice Joyce su primera oportunidad, eligiéndola para su producción de 1910, "The Deacon's Daughter." Finalmente fue mandada a trabajar bajo las órdenes del director Kenean Buel a la Costa Oeste de los Estados Unidos, tras haber adquirido Kalem la propiedad de los Essanay Studios en Hollywood en octubre de 1913.
Joyce también trabajó para Vitagraph Studios, Paramount Pictures,
Warner Brothers, y United Artists. Su popularidad disminuyó con la llegada del cine sonoro.
Joyce se casó en tres ocasiones. La primera, en 1914, con el actor Thomas J. Moore, con quien tuvo una hija, Alice. Se divorciaron en 1920. Ese mismo año se casó con James B. Regan. Con él tuvo a su segunda hija, se divorciaron en 1932. La actriz finalmente quedó en bancarrota antes de casarse nuevamente. Su último matrimonio llegó en 1933, con el director Clarence Brown, nuevamente se divorció, en esta ocasión en 1945. 
Joyce fue conocida como la "Madonna de la Pantalla" por sus rasgos y su presencia. Su última película la rodó en 1930, tras lo cual ella y su antiguo esposo Tom Moore trabajaron durante un tiempo en el circuito de vodevil. En sus últimos años Alice participó en organizaciones de mujeres en el Valle de San Fernando. 
Varios años antes de su muerte, la actriz estuvo enferma a causa de patología cardiaca y sanguínea en el Hollywood Presbyterian Hospital. Al fallecer a los 65 años de edad, Alice Joyce fue enterrada en el Cementerio San Fernando Mission en Mission Hills, Los Ángeles, California.